# Mydas gruenbergi
Mydas gruenbergi är en tvåvingeart som först beskrevs av Hermann 1914.  Mydas gruenbergi ingår i släktet Mydas och familjen Mydidae.
Artens utbredningsområde är Taiwan. Inga underarter finns listade i Catalogue of Life.